# Onalenna Baloyi
Onalenna Baloyi, född 6 maj 1984, är en friidrottare från Botswana. Han deltog vid olympiska sommarspelen 2008.